# بني وكيل (أفسو)
بني وكيل هي إحدى مشيخات المملكة المغربية، تتبع جغرافيا لإقليم الناظور وإداريًا لأفسو. يقدر عدد سكانها بـ 16334 نسمة حسب الإحصاء الرسمي للسكان والسكنى لسنة 2004.